# Mastacomys fuscus
Mastacomys fuscus är en däggdjursart som först beskrevs av Thomas 1882.  Mastacomys fuscus är ensam i släktet Mastacomys som ingår i familjen råttdjur. Inga underarter finns listade i Catalogue of Life.
Släktnamnet är bildat av de grekiska orden mastax (malande käke) och mys (mus). Artepitetet i det vetenskapliga namnet är bildat av det latinska ordet fuscus (mörk).
Några arter i släktet australmöss (Pseudomys) är närmare släkt med Mastacomys fuscus än med andra arter av Pseudomys. Därför listas den här beskrivna arten ibland i australmöss. Den genetiska variationen inom Pseudomys är däremot så stor att en uppdelning i flera taxa är berättigad. Mastacomys fuscus lämnas därför kvar i sitt släkte men kanske tillkommer i framtiden fler arter i släktet.

## Utbredning och habitat
Denna gnagare förekommer med flera från varandra skilda populationer i sydöstra Australien och på Tasmanien. Arten vistas i låglandet och i bergstrakter upp till 2200 meter över havet. Habitatet utgörs av hed, gräsmarker (främst med halvgräs) och av skogsgläntor. I det mera kyliga utbredningsområdet faller ofta regn.

## Utseende
Mastacomys fuscus påminner om en sork i kroppsformen. Arten blir 15 till 20 cm lång (huvud och bål) och har en 9 till 14 cm lång svans. Vikten är 100 till 195 g. Den långa och mjuka pälsen har en blek brun till gråbrun färg. Svansen och fötterna är bara glest täckt med hår och där finns mörk hud.

## Ekologi
Denna gnagare förekommer i områden med snörika vintrar. En grupp lever tillsammans i ett tunnelsystem under snötäcket. Under andra årstider lever varje individ ensam (förutom vid parningen) och hanarnas revir överlappar med reviren från flera honor.
Individerna behöver gömställen som större stenar, buskar eller grästuvor. De äter främst gräs som kompletteras med blad, frön, svampar och bark. Antagligen har honor två kullar per år och per kull föds 1 till 4 ungar. Dräktigheten varar cirka fem veckor. 16 veckor efter födelsen är ungarna lika stora som de vuxna individerna.